# Radiuskopsubluxatie
Een radiuskopsubluxatie (ook wel: zondagsarmpje, pronation douloureuse of pulled elbow) is een gedeeltelijke ontwrichting (subluxatie) van de elleboog. De aandoening komt alleen voor bij jonge kinderen, voornamelijk tussen de 1 en 4 jaar oud.

## Epidemiologie
De radiuskopsubluxatie is de meest voorkomende aandoening van de elleboog bij kinderen. De meeste subluxaties komen voor bij kinderen tussen de 1 en 4 jaar, met een piek tussen 2 en 3 jaar. Meisjes hebben er iets vaker last van dan jongens. De linkerarm is vaker aangedaan dan de rechter.

## Pathofysiologie
De subluxatie ontstaat als er getrokken wordt aan een arm in pronatie waarbij de elleboog recht staat (in extensie). Het ligamentum anulare, dat het spaakbeen (radius) op zijn plek houdt, schiet dan tussen het radiohumeraal gewricht (het gewricht tussen het spaakbeen en het bovenarmbeen). Hierdoor kan het spaakbeen niet terugkeren naar haar oorspronkelijke positie. Het is voor het kind dan pijnlijk om de arm te buigen of te supineren.
Een radiuskopsubluxatie kan dus bijvoorbeeld ontstaan als een kind krachtig wordt meegetrokken aan een uitgestoken arm. Ook bij het optrekken aan beide armen, tijdens het spelen, kan een subluxatie ontstaan. Omdat dergelijke spelletjes vaak op zondag zouden worden gespeeld, is zondagsarmpje een gangbare term voor de aandoening

## Symptomen
Kinderen gebruiken de aangedane arm niet meer en zullen de arm recht of een klein beetje gebogen dicht tegen het lichaam houden. Ze hebben meestal geen pijn tenzij de arm wordt bewogen. Bij passief bewegen is er geen bewegingsbeperking.

## Behandeling
Door onderzoek van de arm moeten breuken worden uitgesloten. Een röntgenfoto is meestal niet nodig. Het spaakbeen wordt handmatig in de goede positie teruggezet. Daarbij is meestal geen verdoving nodig. De procedure is kort, maar wel pijnlijk.
De behandelaar zal druk uitoefenen op het kopje van het spaakbeen. Tegelijk wordt de onderarm vastgepakt en in één beweging gedraaid (supinatie) en gebogen (flexie). Het spaakbeen schiet dan terug op de goede plaats. Er wordt dan meestal een klikkend geluid gehoord. Het kind moet de arm binnen afzienbare tijd weer gebruiken, anders moeten andere aandoeningen worden overwogen.